# Lista de condes e príncipes de Cápua
Esta é uma lista dos governantes do Principado de Cápua.  
Os gastaldos (ou condes) de Cápua foram vassalos dos príncipes de Benevento, até o início de 840, quando o conde Landolfo I começou a clamar pela independência que Salerno havia declarado recentemente.
Isso causou uma guerra civil em Benevento, que duraria cerca de dez anos e, no final do século Cápua tornou-se definitivamente independente.

## Domínio Lombardo

### Condes
- 840–843 Landolfo I
- 843–861 Lando I
- 861 Lando II
- 861–862 Pando
- 862–863 Pandenolfo, deposto
- 863–879 Landolfo II, tio de Pandenolfo, usurpador
- 879–882 Pandenolfo, restaurado no poder
- 882–885 Lando III
- 885–887 Landenolfo I
- 887–910 Atenolfo I
  - 901–910 Landolfo III, co-regente

Em 910, os principados de Benevento e Cápua foram unidos pelas conquistas de Atenolfo I e declararam-se inseparáveis. Isto, e a inevitável co-regência de filhos e irmãos, provocam uma incessante confusão em qualquer historiador do período, mais ainda aos seus leitores.

### Príncipes
- 910–943 Landolfo III, co-regente de 901 (ver acima)
  - 911–940 Atenolfo II, co-regente
  - 940–943 Landolfo IV, co-regente (provavelmente a partir de 939)
  - 933–943 Atenolfo III Carinola, co-regente
- 943–961 Landolfo IV, o Vermelho, co-regente de 940 (ver acima)
  - 943–961 Pandolfo I, Testa de Ferro, co-regente
  - 959–961 Landolfo V, co-regente
- 961–968 Landolfo V, co-regente com o irmão (provavelmente em 969, ver abaixo), também co-regente de 959 (ver acima)
- 961–981 Pandolfo I Testa de Ferro, co-regente com o irmão (ver acima), também co-regente a partir de 943 (ver acima); regente também do duque de Espoleto (a partir de 967); de Salerno (a partir de 978) e Benevento (a partir de 961) 
  - 968–981 Landolfo VI, co-regente

O Principado de Cápua, como era visto no Séc XI

Em 982, o principado foi completamente dilacerado pela divisão que Pandolfo IV fez em suas vastas propriedades e por decreto imperial, mas a cronologia não se torna menos confusa.  
- 981–982 Landolfo VI
- 982–993 Landenolfo II
- 993–999 Laidolfo
- 999 Ademar
- 999–1007 Landolfo VII
- 1007–1022 Pandolfo II
  - 1009–1014 Pandolfo III, co-regente
- 1016–1022 Pandolfo IV, chamado de o Lobo dos Abrúzios
- 1022–1026 Pandolfo V, também conde de Teano
  - 1023–1026 João, co-regente
- 1026–1038 Pandolfo IV, segundo governo
- 1038–1047 Guaimário, também Príncipe de Salerno
- 1047–1050 Pandolfo IV, terceiro governo
- 1050–1057 Pandolfo VI
- 1057–1058 Landolfo VIII

A partir de 1058, deu-se o domínio normando. Oriundos da linhagem de Ranulfo Drengoto de Aversa em (1041) e que fora uma espécie de contrapeso à Casa de Altavila, que havia perdido todo o poder. A cronologia aqui, também, pode ser um tanto confusa devido à rivalidade entre Roberto II e Rogério II da Sicília e seus filhos.

## Domínio Normando

### Príncipes
- 1058–1078 Ricardo I
- 1078–1091 Jordão I
- 1091–1106 Ricardo II
  - 1092–1098 Lando IV, manteve-se em Cápua em oposição a Ricardo II
- 1106–1120 Roberto I
- 1120 Ricardo III
- 1120–1127 Jordão II
- 1127–1156 Roberto II
  - 1135–1144 Alfonso de Altavila, candidato de Rogério II da Sicília
  - 1144–1154 Guilherme, candidato de Rogério II da Sicília

Passou para os domínios do Reino da Sicília, tornando-se um privilégio para o sucessores seguintes:
- 1155–1158 Roberto III
- 1166–1172 Henrique